# Anne Weber
Anne Weber (Offenbach am Main, 13 novembre 1964) è una scrittrice e traduttrice tedesca.

## Biografia
Nata nel 1964 a Offenbach am Main, nel 1983 si è trasferita a Parigi dove ha compiuto gli studi di lingua e letteratura francese all'Università di Parigi.
Dal 1989 al 1996 ha lavorato per varie case editrici e nel 1998 ha esordito con la raccolta di racconti Ida invente la poudre pubblicata l'anno seguente in tedesco con il titolo Ida erfindet das Schießpulver.
Traduttrice dal tedesco al francese, pubblica le sue opere in entrambe le lingue ed è stata insignita di numerosi riconoscimenti letterari.
Nel 2020 il suo romanzo Annette, un poema eroico dedicato all'eroina della Resistenza riconosciuta Giusta tra le nazioni Anne Beaumanoir, ha ottenuto il Deutscher Buchpreis alla Fiera del libro di Francoforte.

## Opere (parziale)
- Ida invente la poudre (1998)
- Première personne (2001)
- Cerbère (2003)
- Cendres & Métaux (2006)
- Chers Oiseaux (2006)
- Tous mes vœux (2010)
- Auguste (2011)
- Vallée des merveilles (2012)
- Vaterland (2015)
- Kirio (2017)
- Annette, un poema eroico (Annette, une épopée, 2020), Milano, Mondadori, 2001 traduzione di Agnese Grieco ISBN 978-88-04-73983-8.

## Premi e riconoscimenti
Heimito von Doderer-Literaturpreis
- 2004 vincitrice ex aequo con Felicitas Hoppe[7]

3sat Prize
- 2005 - vincitrice con Auszug

Europäischer Übersetzerpreis Offenburg
- 2008 vincitrice per la traduzione di Pierre Michon e Marguerite Duras[9]

Deutscher Buchpreis
- 2020 vincitrice con Annette, un poema eroico[10]

Solothurner Literaturpreis
- 2024 alla carriera[11]